# 淳昌郡
淳昌郡（：／ Sunchang gun */?），是大韓民國全北特别自治道南部的一個郡，位於蘆嶺山脈，南臨全羅南道。面積495.76平方公里，2001年人口32,663人。下分1邑、11面。1175年得名淳昌。
交通方面，有88奧林匹克高速公路經過。

## 友好城市
- 首爾特別市東大門區
- 庆尚南道昌宁郡
- 日本鹿儿岛县南九州市